# East Hill–Meridian
East Hill–Meridian az Amerikai Egyesült Államok északnyugati részén, Washington állam King megyéjében elhelyezkedő statisztikai település. A 2010. évi népszámlálási adatok alapján 29 878 lakosa van.

## Népesség
A település népességének változása:
| Lakosok száma | 42 696 | 29 308 | 29 878 |
|               | 1990   | 2000   | 2010   |